# Ribolov
Ribolov je vrsta lova, pri katerem uporabljamo različne priprave za lovljenje rib. Izraz se uporablja tudi za lovljenje drugih vodnih živali (raki, mehkužci, razni morski nevretenčarji, ...) 
Ločimo gospodarski in športni ribolov

## Zgodovina
Arheološke najdbe pričajo, da je ribolov pomemben vir prehrane že od pradavnine. Morje, jezera, večje reke in potoki so prisilili ljudi k lovljenju rib za preživetje. Prve najdbe ribiških priprav so stare okoli 10.000 let. Tudi ostanki ribjih kosti in stenske slike v jamah pričajo o tem, kako pomemben vir prehrane so bile ribe v zgodovini. Na začetku so lovili na zelo preprost način; uporabljali so sulice, lovili so z rokami, gradili so celo preproste ograje ob potokih. S časom so izumili in kasneje tudi izdelovali trnke, vrvice, mreže, itd. Za lovljenje in prevoz rib je bil potreben tudi čoln. Na začetku je bil to par metrov dolg čoln, dovolj velik za dva človeka in preostalo opremo. Kasneje so se razvile ladje, katere so imele sodobne mreže, električne naprave, sonerje, hladilnice za shranjevanje rib. Te so imeli tudi na kopnem. Zaradi pojavljanja odvečnih količin rib in z razvojem vseh pripomočkov ter ladij se pojavi trgovina. Poleg tega se lahko razvije tudi ribja industrija. Gradijo se ribje tovarne.

## Gospodarski ribolov
Pri tej vrsti ribolova gre za lov z mrežami in ladjami, pa tudi z vršami in podobnimi pripravami. Za gospodarskim ribolovom stoji velika predelovalna industrija, ki pripravi ulov za tržišče. Ribam namenjenim  konzerviranju dodajajo začimbe ali jih predelujejo na različne načine, iz manj kakovostnih rib izdelujejo ribjo moko, ki se uporablja kot hrana za domače živali. Ribe tudi sušijo ali dimijo ali konzervirajo s soljo.
Ribištvo v Sloveniji
V zadnjih dveh stoletjih je ribištvo v Sloveniji močno napredovalo. Z vedno večjimi ladjami in boljšo opremo so ulovili več rib. Zaradi tega se v začetku 20. stoletja v Izoli ustanovi ribiška industrija.
Prva tovarna za predelavo rib v Izoli se imenuje Argo. Ležala je na območju sedanjega Arigonija. Ker so tedanji lastniki te tovarne uvideli, da je rib dovolj, so ustanovili tudi ribiško floto. To je skupina ribiških ladij, ki organizirano lovijo ribe. 
Tovarna za predelavo rib se je imenovala Ampelea (sedanji Delamaris). Zaradi tako velike tovarne, je bila potreba po sveži ribi vedno večja. Zato se je v sredini 20.stol. Izola ponašala z ribiško floto s 27-imi ribiškimi ladjami dolžine dvajset metrov in še enkarat toliko ribiškimi čolni dolžine sedem metrov. V tistem času je lahko ta flota ladij lovila ribe po celem Jadranskem morju. Te ladje so bile opremljene s takratno najsodobnejšo opremo za lovljenje rib; mreže, radarji, sonarji, agregati – za osvetljevanje morja ponoči (svetloba privablja ribe).
Tako kot so bile tovarne za predelavo rib odvisne od vsakodnevnega ulova, tako je bila ribiška flota odvisna od vzdrževanja ladij. Zaradi tega so v Izoli v tistem času ustanovili podjetje Riba (sedež poleg srednje gostinske šole), kjer so bili zaposleni ladijski mizarji, električarji, strojniki – mehaniki in izdelovalci mrež. Samo mizarjev je bilo sedemindvajset, torej za vsako ladjo eden. 
Ribištvo danes
Po razpadu države Jugoslavije in osamosvojitvi Slovenije je bilo organizirano lovljenje rib močno okrnjeno. To pa zato, ker je Slovenija izgubila večji del območja (morje) za lovljenje rib. S tem se je proizvodnja v tovarni Ampelea vsak dan bolj zmanjševala. Posledica tega je bila zmanjševanje ribiške flote in število delavcev v Ribi in Ampelei.
Tako imamo v Izoli sedaj samo še dve ribiški ladji, ki jih je Delamaris kupil v 80. letih dvajsetega stoletja, kot posodobitev stare flote. Poleg teh dveh (Delamaris 1 in Delamaris 2) je Izolska flota imela tudi Drogo1 in Drogo 2, ki pa so jih pred kratkim prodali hrvaškim ribičem.
V Izoli se danes, pa tudi v preteklosti, ukvarjajo z ribištvom zasebni ribiči. Ti imajo predvsem manjše čolne. Z dobičkom od ulovljenih rib komaj preživijo sebe in družino. 
S tem ko je vedno manj ulova, se cene rib naglo dvigujejo.
Tradicija tukaj je tudi športni ribolov, s katerim se ukvarja veliko ljudi v prostem času .

## Športni ribolov

### Načini športnega ribolova
- Muharjenje - Ribolov z umetnimi vabami (umetno muho), ki velja za najbolj humanega, ker je pri tovrstnem ribolovu najmanjša možnost za poškodbo ujete ribe. Riba namreč vabo zgrabi samo s prednjim delom ust, ribič pa lahko vabo tudi umakne, če vidi, da bo prijela podmerska riba.
- Vijačenje - Ribolov z umetno vabo (blestivko ali voblerjem). Pri tovrstnem ribolovu lovimo roparske ribe, ki se prehranjujejo z drugimi vrstami rib. Ribič vrže umetni posnetek ribe in ga vleče proti sebi, roparice pa ga zgrabijo, ker mislijo, da gre za plen.
- Beličarjenje - Ribolov z najrazličnejšimi naravnimi vabami. Najbolj množična oblika športnega ribolova. Na ta način se lovijo različne vrste krapovcev, ostrižev in druge vrste rib. Beličari se lahko s plovcem ali brez njega. S plovcem se vaba spusti na določeno globino, brez plovca pa se lovi tam, kjer ni možno, da bi se vaba zataknila za podvodne ovire.
- Talni ribolov - Tudi tovrstni ribolov je ribolov z naravnimi vabami, uporablja pa se za lov tistih ribjih vrst, ki se zadržujejo na dnu vodnih mas (krapovci, somi in druge vrste).
- Podvodni ribolov - Ribolov, pri katerem lovec lovi ribe s potapljanjem, pri čemer uporablja osti ali puško za podvodni ribolov.

### Vabe
Vabe delimo v dve večji skupini:
- Naravne vabe - različni plodovi, deli drugih rib, meso koruza kruh, ... ki se uporabljajo pri talnem ribolovu in beličarjenju.
- Umetne vabe - tovrstne vabe s svojim izgledom posnemajo naravno hrano različnih ribjih vrst. Uporabljajo se pri muharjenju in pri vijačenju.

### Pravilnik športnega ribolova
Pravila ribolova v Sloveniji so definirana v Zakonu o sladkovodnem ribištvu (ZSRib) ter Pravilniku o ribolovnem režimu v ribolovnih vodah. Z ribolovnimi revirji v Sloveniji večinoma upravljajo ribiške družine, ki lahko pravila ribolova tudi poostrijo.

### Ribiška palica
Ribiška palica je lahko kratka ali dolga in izjemno prožna palica - uporabljajo jo ribiči za lovljenje rib. Najbolj preproste ribiške palice imajo pritrjeno samo ribiško vrvico, na koncu le-te pa se nahajata ribiški plovec in trnek. Dolžina palice se lahko giblje od 0,5 pa vse tja do 15 m ali več. Za privabljanje rib se na nameščen trnek na koncu vrvice nabodejo različne ribiške vabe. Vrvica je običajno shranjena na kolutu ali ribiški roli, ki ribiču pomaga zmanjšati zapletanje le-te in izlov ribe iz vode. 
Tradicionalne ribiške palice so narejene iz lesa, medtem ko se sodobne in moderne palice izdelane iz steklenih ali karbonskih vlaken. Za razliko od ribiških mrež, ki se najbolj pogosto uporabljajo pri komercialnem ribolovu, se ribiške palice najbolj pogosto uporabljajo pri rekreacijskem in tekmovalnem ribolovu. 
Ribiške palice so na voljo v različnih velikostih, trdoti, akciji in moči, izbira pa je odvisna od tega ali se uporabljajo za ribolov majhnih, srednje velikih ali velikih rib ter ali se uporabljajo za sladke ali slane vode.  Posebne vrste ribolova zahtevajo tudi posebne / različne ribiške palice. Muharice se uporabljajo za metanje umetnih muh, spinning palice so namenjene za metanje umetnih vab, palice za ribolov na ledu so zasnovane tako, da je z njimi možno loviti na jezerih skozi luknje v ledu, trolling palice pa so zasnovane za vleko vab s premikajočimi se čolni.